# Musixmatch
Musixmatch är en låttextdatabastjänst som grundades januari 2010 av Massimo Ciociola i italienska Bologna. Tjänsten tillhandahåller synkroniserade låttexter som visas medan låtar spelas upp och innehåller över 9 miljoner låttexter på 49 språk till Android och IOS.
Spotify använder tjänsten sedan november 2021.